# Bajusz

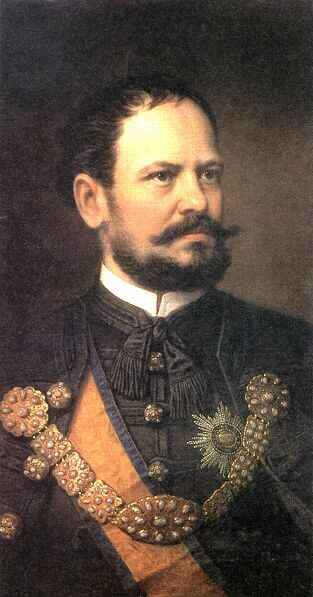
Baross Gábor

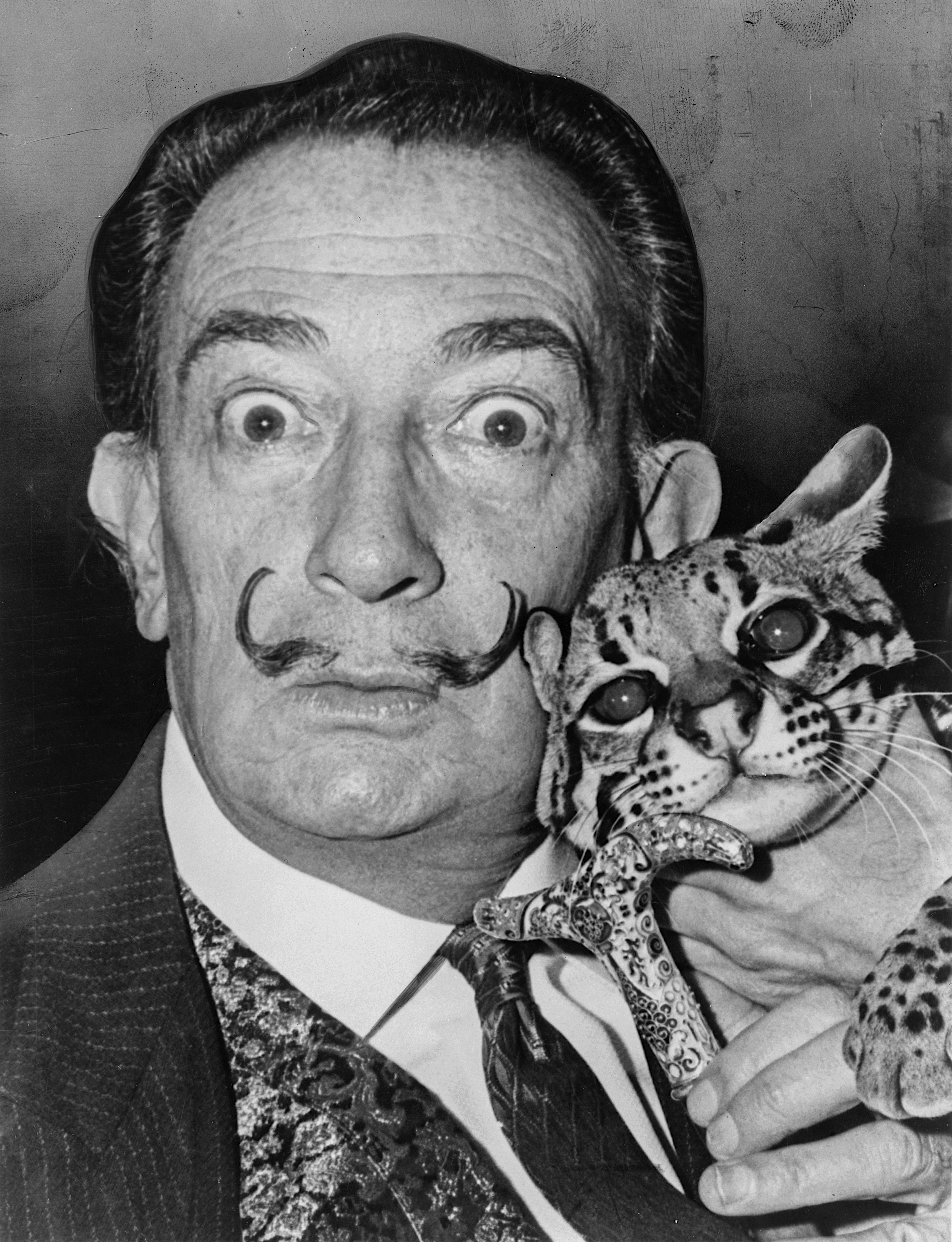
Salvador Dalí ocelotjával

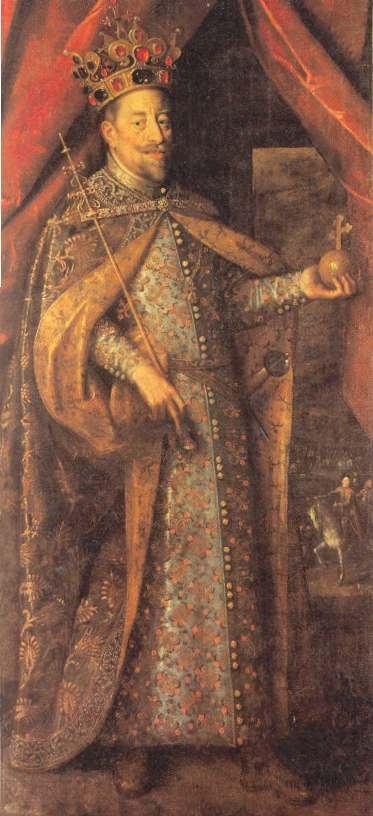
II. Mátyás magyar király cseh királyi ornátusban

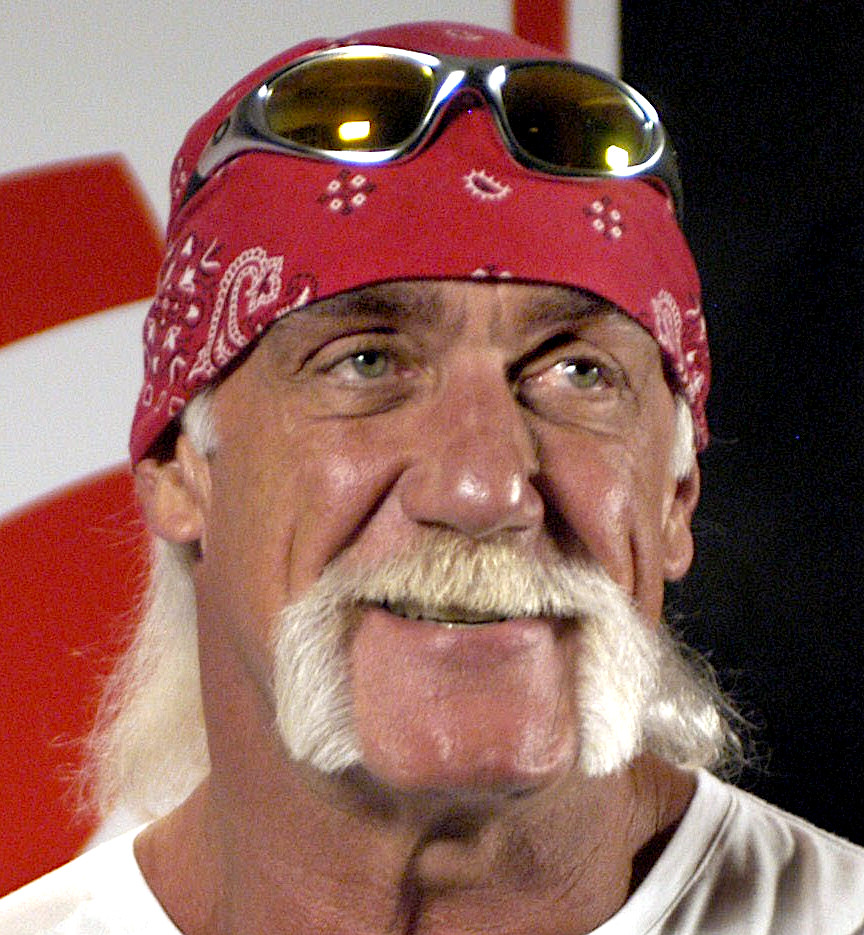
Hulk Hogan

császárbajusz

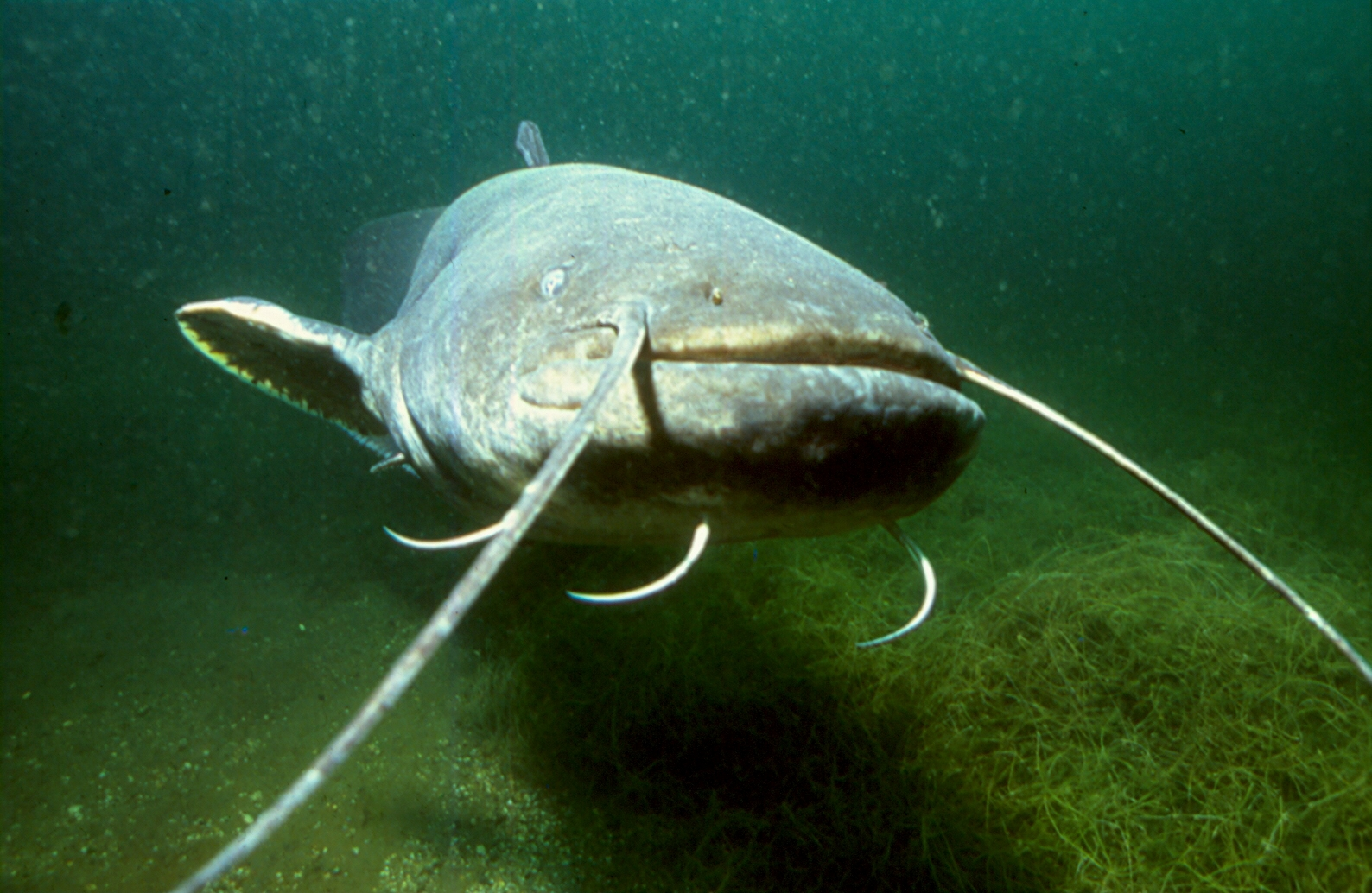
Európai harcsa (Silurus glanis) bajsza

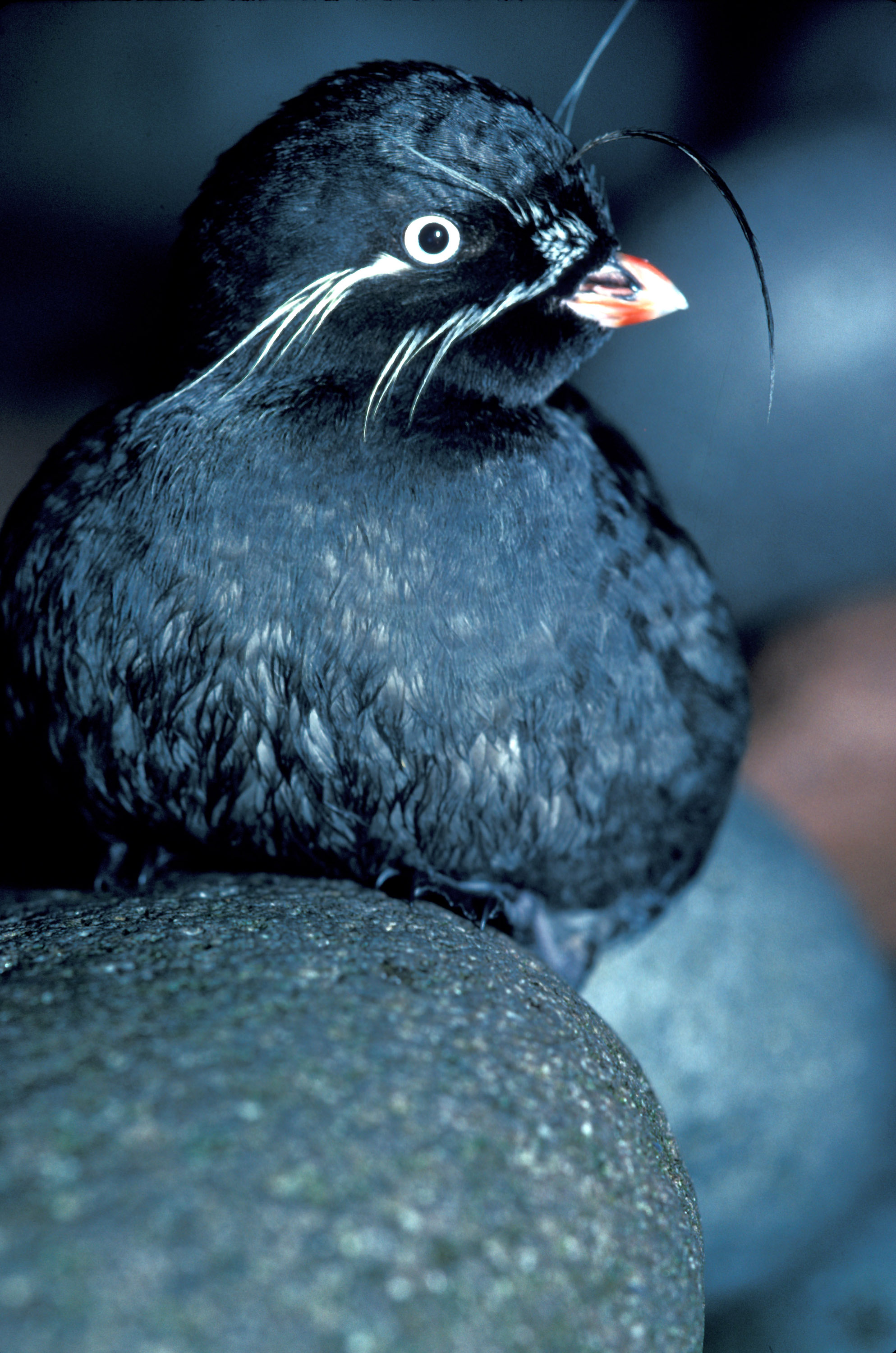
bajszos alka (Aethia pygmaea)

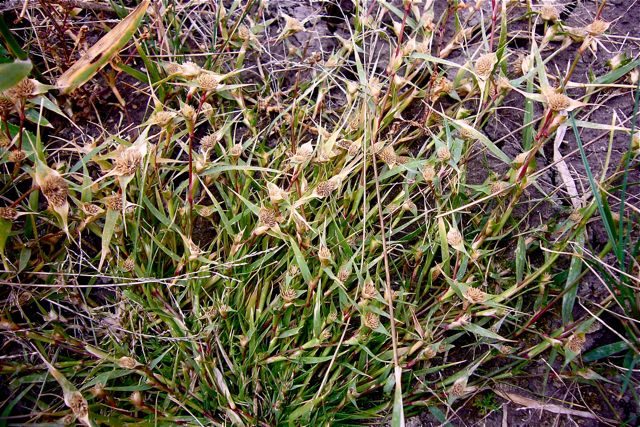
hegyes bajuszpázsit (Crypsis aculeata)

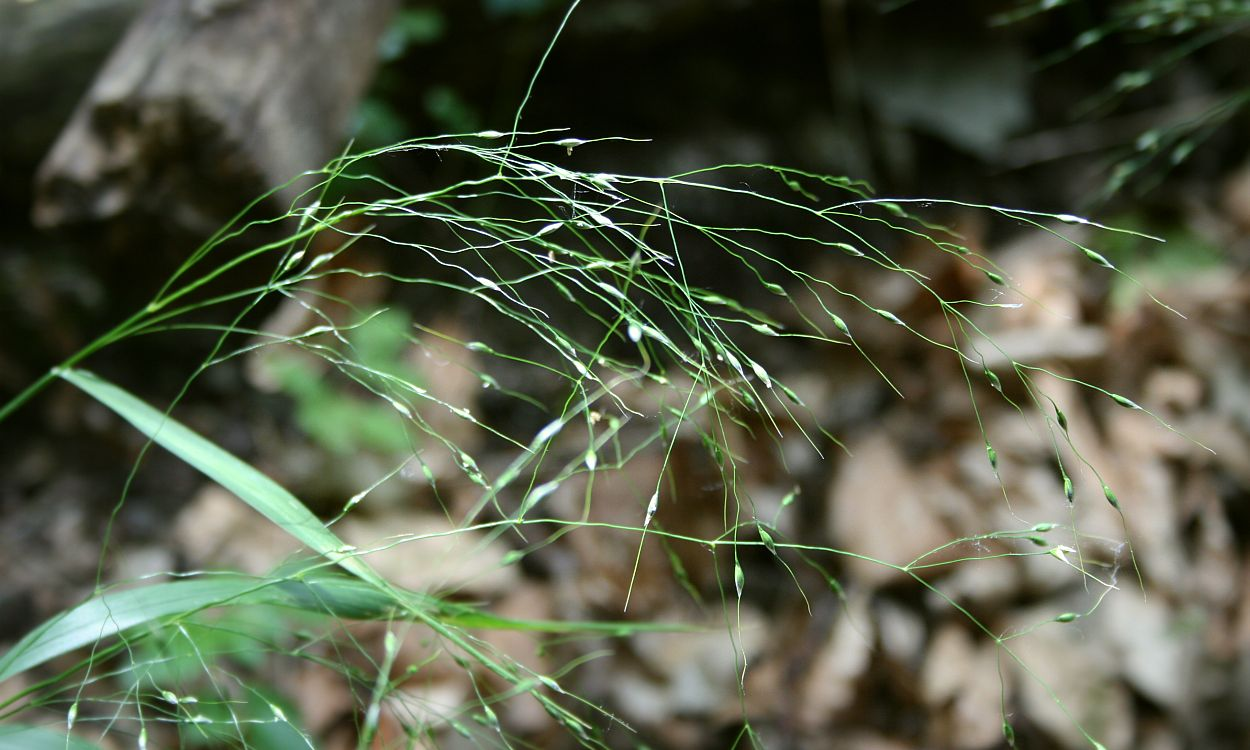
bajuszos kásafű (Piptatherum virescens)

A bajusz legáltalánosabb, köznyelvi értelemben az emberi arcszőrzetnek a felső ajak és az orr között növő része. A száj vonalán általában kissé túlnyúlik. Több emlősnél jelentős szerepet játszik mint tapintó-szagló szerv.

## Emlősök bajsza
A bajusz főleg az éjjel aktív kisemlősök és a macskafélék számára fontos. Ezek felső ajka és orrtájéka között többnyire mozgatható, ritkás szőrszálak (tapintószőrök vagy szinuszszőrök) nőnek sajátos rendben. Ezek beidegződése rendkívül gazdag, az érző idegek azonban — a később ismertetett egyéb gerincesektől eltérően — nem magukon a bajuszszálakon vannak, hanem a szőrtüsző körül, és ezeket a szőrszál bőrfelszín alatti része emelőként ingerli. A bajuszszálak mozgásai annyira fontos ingerek, hogy ezeket az agykéreg egy külön területe, a szőrérzékelő agykérgi hordó dolgozza fel. Mindazonáltal a bajuszt nem önálló érzékszervnek tekintjük, hanem az orr egyfajta kiegészítőjének.

## Másodlagos nemi jelleg
A férfiak bajsza általában erőteljes, a nőké többnyire hiányzik vagy csak gyengén fejlett. A kamaszkorban, a szőrtüszők differenciálódásának részeként alakul ki, ahogy a vérben megnő az androgén hormonok szintje. Idős korban vagy hormonális rendellenesség hatására a nők szája fölött is kialakulhat: ez a jelenség a hirsutizmus.
Egyes korokban és társadalmi csoportokban a férfiak fontos, divatos ékessége, férfiasságuk egyféle jelképe. Divatja gyakran követő jellegű; egy-egy bajszos személy iránti rokonszenv megnyilvánulása volt. Máskor csoportidentitást fejezett ki, a Habsburg-uralom alatt a nemzeti jelleghez ragaszkodás, az osztrák elnyomás elleni fellépés jelképévé vált. II. Mátyás állítólag azért növesztett szakállt és bajuszt, hogy ezzel is demonstrálja az ellene berzenkedő magyar rendeknek, hogy nem tör jogaikra.

## Formája, anyaga, bajuszdivatok
A szakállnál általában kurtább és merevebb, sűrűn növő szőrszálakból áll, ezért különböző formákra nyírható, és e formákat jól megőrzi.
A Magyarországon divatos bajuszformák az európai szokásokhoz és a katonai előírásokhoz igazodtak. A 19. században egymást követő bajuszdivatok:
- konya;
- harcsa-;
- pörge, illetve hegyes (ezt faggyúval kezelték, és a végét egyes orsóval vagy zsinórral gyűrűre, illetve kunkorgóra pederték);
- az egyenes, nyírott bajusz a 19/20. század fordulójában lett a városi polgárok divatja; tőlük vették át a parasztok.

## További „bajszok” az állatvilágban
Sok állat szája körül nőnek különféle méretű (a mikroszkopikustól a deciméteresig) kémiai és mechanikai érzékelőkkel ellátott „képletek”, illetve bőrfüggelékek.
A halak közül közismerten ilyen:
- a harcsák és
- a pontyok;

a harcsák bajsza jóval nagyobb, mint a pontyoké. Ezek a halak a meder alján, zavaros vízben élnek, így tájékozódásukban alapvető szerepet kap az iszapos fenék letapogatása.
A tukánfélék (Ramphastidae) egyik alcsaládja a bajuszosmadárféléké, az alcsalád három neme közül kettőt pedig tarkabajszikának (Eubucco), illetve bajszikának (Semnornis) neveznek.
További „bajszos” madarak:
- bajszos pitta (Erythropitta kochi)
- bajszos ökörszem (Campylorhynchus gularis)
- bajszos poszáta (Curruca cantillans)
- bajszos bukkó (Malacoptila panamensis)
- bajszos földigalamb (Geotrygon mystacea)
- bajszos sármány (Emberiza cia)
- bajszos fűposzáta (Melocichla mentalis)
- bajszos alka (Aethia pygmaea)

Az emlősök közül a fentebb tárgyalt kisragadozóktól függetlenül „bajuszosnak” nevezünk egy denevérfajt: bajuszos denevér (Myotis mystacinus)

## Növények bajszai
A népnyelvben, és ennek nyomán a botanikában is több növény szálas, szálkás részét, illetve kacsát is bajusznak nevezik:
- a szőlőkacs „bajusz” neve ma már jóformán csak népművészeti motívum neveként él;[1]
- a dinnye kacsának „bajusz” neve mára jóformán kihalt (e kettő a 20. század első évtizedében még divatban volt (Révai);
- a búza szálkájáról több, hosszú szálkás búzafajt is „bajszos búzának” neveznek;
- egyes boglárkafélék:
  - kökörcsin (Pulsatilla spp.),
  - iszalag (Clematis spp.) hosszú bibeszálát;
- a kukorica selymét.

Erről kapta nevét több növénynemzetség:
- bajuszpázsit (Crypsis),
- bajuszfű (Heleochloa)
- bajuszvirág (Epipogium) nemzetsége.

További, „bajuszos” növényfajok:
- bajuszos hagyma (Allium vineale)
- bajuszos kásafű (Piptatherum virescens)

## Megjelenése a kultúrában
- Arany János: A bajusz (költemény)
- Herman Ottó: A magyar bajusz (tanulmány, 1906)
- Krúdy Gyula: A bajuszpedrő románc, vagy egy képviselő ujítása a bajusz-viseletben
- Magyar bajusz (dokumentumfilm, 2012, r. Lakos Nóra)
- A bajusz (filmdráma, 2005, r. Emmanuel Carrère)

- "Bajusz úr": a Budapesti Közlekedési Központ által alkalmazott grafikai elem, mely a vállalat egyik jelképévé vált.

- Több szólás és közmondás is említi: például akik összetűzésbe kerülnek, azokra gyakran mondják, hogy „összeakasztják a bajszukat”, vagy aki pedig „a bajsza alatt mosolyog”, az alig észrevehető mértékben mosolyodik el, vagy a jelenlévők (egy része) elől igyekszik rejteni mosolyát.
- A kaczkiás bajusz; Tandem Grafikai Stúdió, Bp., 2008 (Anno)